# Aleksandr Kolotov
Aleksandr Stanislavovich Kolotov (né le 4 mars 1964) est un joueur de water-polo soviétique (russe) qui remporte la médaille de bronze lors des Jeux olympiques de 1988 à Séoul et ceux de 1992 à Barcelone.